# École navale

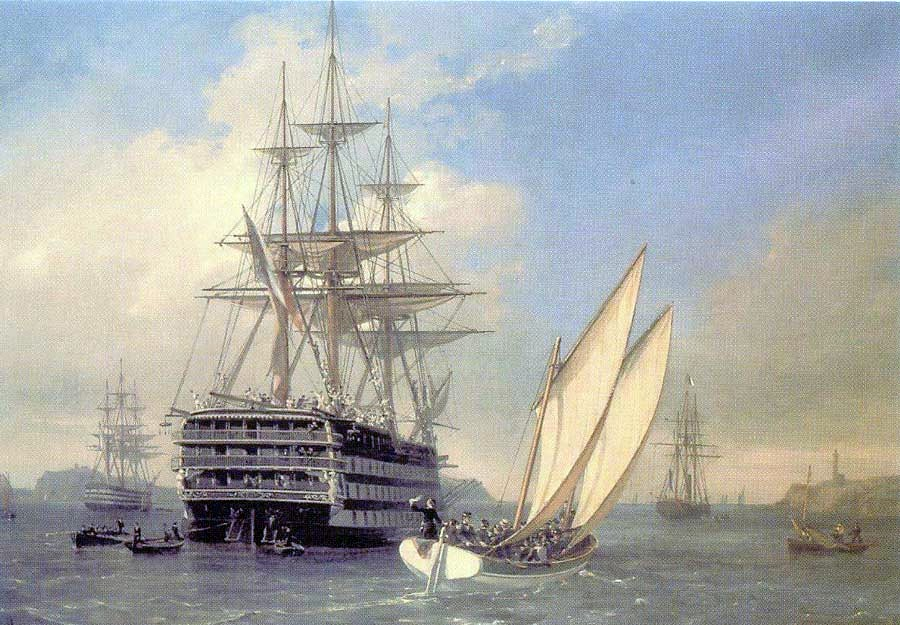
Borda, francuski okręt, na którym w latach 1864–1890 była siedziba akademii (obraz Auguste’a Mayera)

École navale – francuska uczelnia Marynarki Wojennej, której celem jest kształcenie kadry oficerskiej marynarzy rozmaitych specjalności m.in. płetwonurków i nawigatorów do Marynarki Narodowej.
Uczelnia została założona w 1830 roku z rozkazu króla Ludwika Filipa I. Początkowo Szkoła Morska mieściła się głównie na okrętach stacjonujących w porcie w Brest, w tym m.in. na okręcie „Borda” (wcześniej działającym pod nazwą „Valmy”). Fakt ten sprawił, że studenci uczący się żołnierskiej sztuki otrzymywali pseudonim „Bordache”.
W 1914 roku École Navale została przeniesiona z portu w Breście w głąb miasta. Szkoła została zniszczona w czasie alianckich bombardowań w czasie II wojny światowej i przeniesiona do pobliskiej miejscowości Lanvéoc-Poulmic. Po wojnie pozostała w Lanvéoc-Poulmic i oficjalnie została otwarta przez Prezydenta Republiki Francuskiej Charles’a de Gaulle’a w 1965 roku.

## Znani absolwenci
- Jacques-Yves Cousteau
- Philippe Tailliez
- Jean François Darlan
- Félix du Temple de la Croix(inne języki)
- Émile Gentil
- Paul Groussac
- Paul-Louis-Félix Philastre
- Henri Rivière
- Michel Serres